# São Domingos do Norte
Pour les articles homonymes, voir São Domingos et Domingos (homonymie).
São Domingos do Norte est une municipalité brésilienne située dans l'État de l'Espirito Santo.